# Zox
Zox – amerykańska grupa muzyczna z Providence (Rhode Island), który opisuje siebie jako reggae rock zaprawiany skrzypcami.
Poznali się na Uniwersytecie Browna w 1999 roku. Ich debiutancki album: Take Me Home, został wydany w 2003 roku. Zespół występował na koncertach przed takimi grupami jak: The Black Eyed Peas, O.A.R., Rusted Root, Everclear, Dispatch, Live, Guster, Good Charlotte, Gogol Bordello, Streetlight Manifesto i Flogging Molly.

## Skład
- John Zox – perkusja
- Eli Miller – gitara, wokal
- Spencer Swain – skrzypce, wokal
- Dan Edinberg – bas, wokal.

## Dyskografia

### Pełne albumy
- Take Me Home (2002) Zox Music
- The Wait (2006) SideOneDummy Records
- Line In The Sand (2008) SideOneDummy Records

### Single
- Can't Look Down (2005)
- Carolyn (2005)
- Can't Look Down (reedycja, 2006)
- Thirsty (2006)
- Goodnight (2007)
- Line in The Sand (2008)